# 国泰寺 (高岡市)
国泰寺（こくたいじ）は、富山県高岡市にある禅寺で臨済宗国泰寺派の本山。山号は摩頂山。本尊は釈迦如来。

## 歴史
- この寺は、1296年（永仁2年）慈雲妙意が二上山に立てた草庵に始まるとされる。その後、妙意は草庵を訪れた孤峰覚明の勧めを受け、覚明の師で普化宗の祖心地覚心（法燈国師）に師事した。その後1299年（正安元年）二上山に戻り、悟後の修行に励まれた。やがてその禅風を慕って雲水が集まり、1304年（嘉元2年）には草庵を寺として摩頂山東松寺を開創された。[1]
- 1328年（嘉暦3年）後醍醐天皇から護国摩頂巨山国泰仁王万年禅寺の号が下賜されたと伝える。戦国時代には、二上山に築かれた守山城をめぐる兵火により焼失したが、神保氏の支援により復興された。
- 戦国時代末期の1585年（天正13年）閏8月に前田利家の命で方丈が没収され守山城の書院に転用された。江戸時代に入ると5代将軍徳川綱吉はこの寺を法燈派の本山に指定したという。この当時の国泰寺は将軍に挨拶出来るほど高い格式を持ち、徳川家に近い存在であったという[2]。
- 明治初年には普化宗の解体などにより衰退して臨済宗相国寺派に統合されたが、1905年（明治38年）に臨済宗国泰寺派として独立した。廃仏毀釈の余波を受けたが、山岡鉄舟の尽力で、天皇殿の再建をはじめ諸堂宇の修造に努めた[3]。
- 僧堂開単は1893年（明治26年）道津雪門老師の時である。[4]
- 近年は、哲学者の鈴木大拙や西田幾太郎らが禅の修行をしている。
- 2020年10月、近藤勇が身に着け、山岡鉄舟により寄贈されたとされる甲冑が所蔵文化財の調査により発見された[2]。

## 稲葉心田老師と利生塔
時の将軍足利尊氏は、天下人心の安定を求める方策の一つとして、夢窓国師のすすめに従い、全国六十六州二島に一寺一塔を造立することとなり、寺を安国寺、塔を利生塔と称した。
稲葉心田が1964年（昭和39年）国泰寺に住山以来、「生命尊重」を説いてきたが、いまなお世界の各所で戦火が絶えず、軍備拡張の競争はなかなか下火にならないことから、生命尊重・平和推進のメッカ、そのシンボルとも称すべき利生塔を、国泰寺に再建することを発願した。　

## 伽藍[6]
- 大方丈（1686年に建立）[3]
- 法堂（1720年頃に再建）[3]
- 禅堂
- 山門
- 総門
- 観音堂（1967年の再建）[3]
- 鐘楼
- 庫裡（1936年に再建）[3]
- 台所（1975年の再建）[3]
- 利生塔（1981年に建立）戦死者追善、国家安穏のため、当時の管長である稲葉心田老師によって建立された。
- 天皇殿
- 多聞蔵
- 開山堂（三重塔）
- 客寮
- 鎮守社

## 主な行事
- 降誕会　5月8日　釈尊の誕生を祝う法会。「甘茶」を誕生仏にかけて供養します。
- 開山忌　6月2、3日　開山慈雲妙意の忌日の法要。開山忌には、全国から虚無僧が多数参列して、尺八で献笛する。因みに国泰寺は虚無僧妙音会の本山である。
- 献茶式　6月11日　茶道表千家の奉仕で、本堂にて開山 慈雲妙意に献茶が行われる。
- 千日参り　8月11日　観音堂で法要が行われる。
- 地蔵盆　8月24日　観音堂で法要が行なわれ、地域の子供たちのお祭りとして参詣者が多い。
- 法燈忌　11月12、13日　開山慈雲妙意の師である法燈国師（無本覚心）の忌日法要。当日も開山忌と同様虚無僧が参列する。

## 文化財
- 前田利家安堵状（高岡市指定文化財。天正13年閏8月に発給。方丈を守山城の書院に転用するために没収を命じたうえ、境内の小寺・山林を安堵した内容。）